# One Love (álbum de Blue)
One Love é o segundo álbum de estúdio da boy band inglesa Blue, lançado em 4 de novembro de 2002 no Reino Unido e em 21 de outubro de 2003 nos Estados Unidos. O álbum alcançou a posição número um na UK Albums Chart, onde permaneceu por uma semana. Em 20 de dezembro de 2003, foi certificado 4x Platina no Reino Unido. Coletivamente, o álbum e os singles venderam mais de 5 milhões de cópias em todo o mundo.
Três singles foram lançados do álbum: "One Love", que alcançou o número três, "Sorry Seems to Be the Hardest Word", com Elton John, que atingiu o número um, e "U Make Me Wanna", que ficou em número quatro.

## Singles do álbum
- "One Love" - O single de estreia, lançado em outubro de 2002. O single alcançou a posição número 3 no UK Singles Chart, No. 36 no Australian Top 40 (na Australia), em No. 5 na Nova Zelândia e No. 4 na Irlanda. A canção recebeu um certificado de status de prata por vendas de mais de 200.000 cópias no Reino Unido. O grupo Br'oz gravou uma versão da canção intitulada "Por Um Olhar" em 2003.[1][2]
- "Sorry Seems to Be the Hardest Word" - O segundo single, lançado em dezembro de 2002, com a participação de Elton John. A música é uma versão cover do hit número um de Elton. O single alcançou a posição número 1 no UK Singles Chart, No. 43 no Australian Top 100 (na Australia), No. 5 na Nova Zelândia e No. 3 na Irlanda. A música recebeu um certificado de status de ouro por vendas de mais de 500.000 cópias no Reino Unido.
- "U Make Me Wanna" - O terceiro single, lançado em março de 2003. O single alcançou a 4ª posição no UK Singles Chart. A canção foi produzida pelos produtores multi-platina StarGate e co-escrita por Steve Robson, John McLaughlin e Tom Wilkins. A canção vendeu mais de 100.000 cópias no Reino Unido.
- "Supersexual" - Lançado como single exclusivamente na Espanha e na América do Sul em maio de 2003. O single alcançou a posição No. 3 na parada de singles da Espanha, tornando-se um dos singles de maior sucesso de Blue na região. Um videoclipe foi gravado, apresentando imagens da turnê One Love do grupo.

## Lista de faixas
Versão standard
1. "One Love"
2. "Riders"
3. "Flexin'"
4. "Sorry Seems to Be the Hardest Word" (featuring Elton John)
5. "She Told Me"
6. "Right Here Waiting"
7. "U Make Me Wanna"
8. "Ain't Got You"
9. "Supersexual"
10. "Don't Treat Me Like a Fool"
11. "Get Down"
12. "Privacy"
13. "Without You"
14. "Invitation"
15. "Like a Friend"

## Paradas
| Parada (2002–03)                       | Posição mais alta |
| -------------------------------------- | ----------------- |
| Australian Albums (ARIA)               | 61                |
| Áustria (Ö3 Austria Top 40)            | 19                |
| Bélgica (Ultratop Flandres)            | 23                |
| Dinamarca (Hitlisten)                  | 24                |
| Países Baixos (Dutch Charts)           | 6                 |
| Europe (European Top 100 Albums)       | 6                 |
| França (SNEP)                          | 32                |
| Alemanha (Offizielle Deutsche Charts)  | 15                |
| Hungria (MAHASZ)                       | 18                |
| Irlanda (IRMA)                         | 5                 |
| Itália (FIMI)                          | 10                |
| Japanese Albums (Oricon)               | 9                 |
| Japanese International Albums (Oricon) | 1                 |
| Nova Zelândia (RMNZ)                   | 21                |
| Noruega (VG-lista)                     | 9                 |
| Escócia (Official Scottish Albums)     | 2                 |
| Spanish Albums (PROMUSICAE)            | 75                |
| Suécia (Sverigetopplistan)             | 56                |
| Suíça (Schweizer Hitparade)            | 31                |
| Turkish Albums (Nielsen SoundScan)     | 17                |
| Reino Unido (Official Albums Chart)    | 1                 |

| Paradas (2002)                     | Posição mais alta |
| ---------------------------------- | ----------------- |
| Irish Albums (IRMA)                | 5                 |
| UK Albums (OCC)                    | 5                 |
| Paradas (2003)                     | Posição mais alta |
| Italian Albums (IFPI)              | 52                |
| Swiss Albums (Schweizer Hitparade) | 73                |
| UK Albums (OCC)                    | 68                |

| Parada (2000–2009) | Posição |
| ------------------ | ------- |
| UK Albums (OCC)    | 76      |